# Odell Murray
Odell Murray là một cầu thủ bóng đá người Antigua và Barbuda thi đấu ở vị trí Hậu vệ.

## Sự nghiệp quốc tế
Murray thi đấu cho Antigua và Barbuda với lần ra mắt đầu tiên năm 2004. Lần thứ hai anh khoác áo là vào ngày 7 tháng 9 năm 2014.